# サントネ
サントネ（Santenay, 「サントネー」、「サントネイ」などとも表記）は、フランス東部、ブルゴーニュ＝フランシュ＝コンテ地域圏コート＝ドール県南端にある村。南と東は、南隣のソーヌ＝エ＝ロワール県に接している。
コート・ド・ボーヌ地区の最南端に当たり、東に接するソーヌ・エ・ロワール県の小村ルミニとでAOCサントネのワインを生産している。